# ウェグマンズ
ウェグマンズ（英語: Wegmans Food Market）は、アメリカ合衆国ニューヨーク州ロチェスター市に本拠があるスーパーマーケットチェーンである。

## 概要
1915年にニューヨーク州の中部の都市ロチェスターで食品店として開業し、現在ニューヨークを中心に76店舗をチェーンストア展開する。店舗展開は、アメリカ東海岸の中でもニューヨーク州のほか、ニュージャージー州、ペンシルベニア州、メリーランド州、そしてバージニア州に限られている。近年の出店は、ペンシルベニア州や首都ワシントン郊外バージニア州等が中心になっている。
近年の店舗では、約1万3千平米などの巨大な店舗も出来ている。多くの店舗で自由テーブル席が用意され、店内で購入した惣菜などを食べると言う、レストランに直接競合する様な販売形態をしている。一部の店舗では売り場の中に本格的なレストラン（ウエイターサービス）を併設している場合もある。
　
業界内では全米最高のパフォーマンスと知られ、他方で消費者側に立つ情報誌コンシュマーズレポート紙でもトップと称賛された。扱い品目は6万5千点におよび、その中でも特に生鮮・惣菜の品質と品揃えにこだわり、それは競合他社を圧倒する。先に述べた、店内にフルサービスのレストラン設置など高級志向の部分がある一方、コストコやウォルマートを意識したクラブパック（まとめ買い商品）等の安価な商品も同一店舗で販売し、幅広い客層から集客する戦略をとっている。